# Stazione di Yeongdeungpo

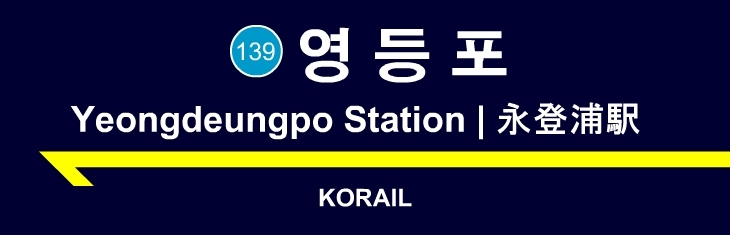
La targa della stazione

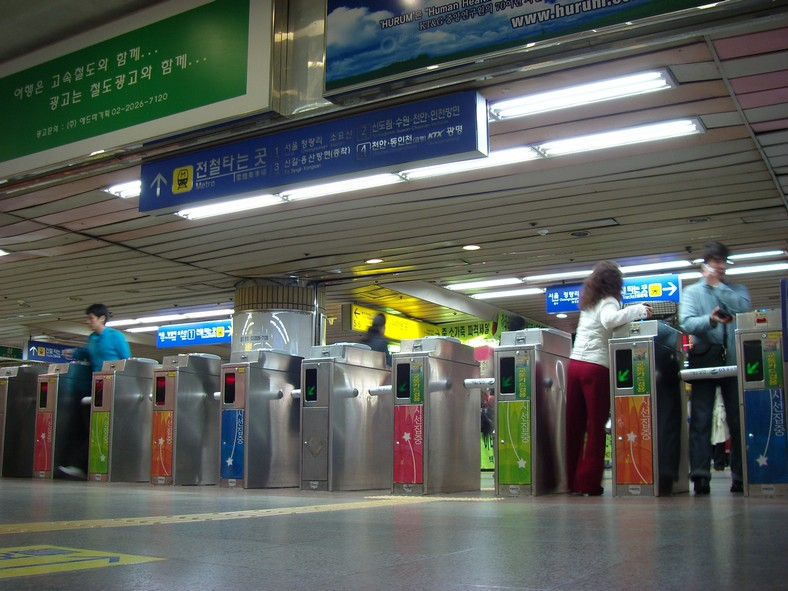
Vista dei tornelli della stazione

La stazione di Yeongdeungpo (영등포역 - 永登浦驛, Yeongdeungpo-yeok) è una stazione ferroviaria, nonché fermata della metropolitana di Seul servita dalla linea 1, situata nel quartiere di Yeongdeungpo-gu a Seul, e una delle principali stazioni della parte sud della capitale sudcoreana. Da qui, oltre che passare i treni della metropolitana, fermano anche alcuni treni KTX ad alta velocità e treni a media e lunga percorrenza Mugunghwa e Saemaeul.

## Linee e servizi
Korail
■ Linea Gyeongbu (nome infrastruttura)
■ Linea 1 (servizio metropolitano) 139
■ KTX (servizio alta velocità)
■ Nuriro (servizio)
■ Mugunghwa (servizio)
■ Saemaeul (servizio)

### Linee in costruzione
- Linea Sinansan (apertura prevista per il 2018)

## Struttura
La stazione è costituita da quattro marciapiedi a isola e uno laterale, con nove binari passanti. Cinque sono utilizzati dalla linea 1 della metropolitana, di cui due per i treni locali, due per quelli espressi, e uno per il servizio shuttle verso la stazione di Gwangmyeon, che ferma e parte in questa stazione. Altri quattro binari sono utilizzati per la media e lunga percorrenza, dai treni KTX, Saemaeul, Mugunghwa e Nuriro.
Il fabbricato viaggiatori è di grandi dimensioni, e Yeongdeungpo è stata infatti la prima stazione ferroviaria coreana ad avere un progetto di sviluppo privato con annesso centro commerciale. I lavori vennero completati nel 1990.
| 1   | ● Linea 1      | Locali per Yongsan, Seul, Cheongnyangni, Uijeongbu, Dongducheon e Soyosan                     |
| 2   | ● Linea 1      | Locali per Guro, Bucheon, Incheon e Cheonan                                                   |
| 3   | ● Linea 1      | Espressi per Noryangjin e Yongsan                                                             |
| 4   | ● Linea 1      | Espressi per Guro, Dong-Incheon, Cheonan e Sinchang                                           |
| 5   | ● Linea 1      | Espressi per Seul                                                                             |
| 5   | ● Linea 1      | Gwangmyeon Shuttle per Geumcheon-gucheong e Gwangmyeong                                       |
| 6-7 | Linea Gyeongbu | KTX, Saemaeul, Mugunghwa e Nuriro per Yongsan e Seul                                          |
| 8-9 | Linea Gyeongbu | KTX, Saemaeul, Mugunghwa e Nuriro per Suwon, Daejeon, Taegu, Pusan, Masan, Gwangju e Janghang |

## Stazioni adiacenti
| «         | Servizio                       | »                    |
| Linea 1   | Linea 1                        | Linea 1              |
| --------- | ------------------------------ | -------------------- |
| Singil    | Locale Espresso A              | Sindorim             |
| Seul ←    | Espresso B                     | ← Geumcheon gucheong |
| Nuriro    |                                |                      |
| Seul      | Gyeongbu                       | Suwon                |
| Yongsan   | Honam/Jeolla                   | Suwon                |
| Yongsan   | Janghang                       | Anyang               |
| Mugunghwa |                                |                      |
| Yongsan   | Gyeongbu Honam Janghang/Jeolla | Anyang               |
| Seul      | Gyeongbu/Chungbuk              | Suwon                |
| Seul      | Gyeongjeon                     | Anyang               |
| Saemaeul  |                                |                      |
| Seul      | Gyeongjeon/Donghae             | Suwon                |
| Yongsan   | Gyeongbu Honam Janghang/Jeolla | Suwon                |
| KTX       |                                |                      |
| Seul      | Via linea storica              | Suwon                |